# Jarse Ski Team
Jarse Ski Team är en skidklubb som bildades och registrerades hos Riksidrottsförbundet och Svenska Skidförbundet den 31 juli 1999. Klubbens hemmabacke är Järvsöbacken i Järvsö. Jarse Ski Team är kända för att arrangera Jarse Ski Team Big Air och klubben är världens första newschoolskidklubb. Grundare och ordförande var Fredrik "Frasse" Fransson, även känd som journalist (Ljusdals-Posten, Aftonbladet m.fl) och grundare av tidningen Paddling, samt Magasin Järvsö och reklambyrån Svart Pist Publishing AB som hade en nära koppling till skidklubben. Fransson är sedermera en av grundarna till Järvsö Bergscykel Park. 